# Roman Longchamps de Bérier

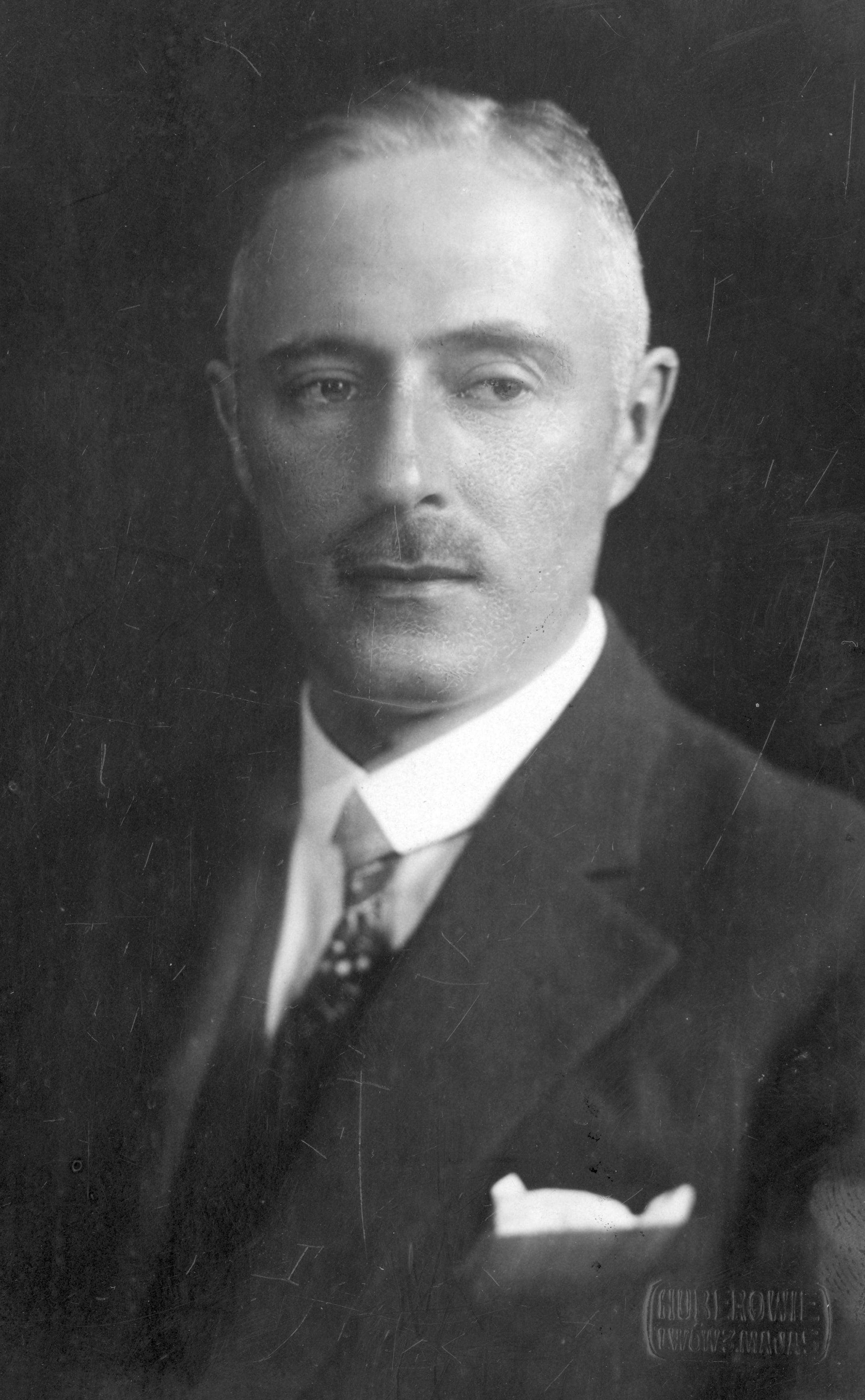
Roman Longchamps de Berier

Roman Longchamps de Berier (* 9. August 1883 in Lemberg; † 3. Juli oder 4. Juli 1941 bei Lemberg) war ein polnischer Jurist, Professor und Rektor der Lemberger Universität.

## Leben
Longchamps de Berier war der Nachfahre von französischen Adeligen, die sich im 17. Jahrhundert in Polen-Litauen niedergelassen hatten. Er studierte Rechtswissenschaften an der Lemberger Universität. Ab 1920 war er Professor für Zivilrecht in Lemberg. 1922 wurde er Mitglied der Kommission zur Vereinheitlichung des Zivilrechts. Die Zweite Republik Polen hatte bei ihrer Gründung 1918 zunächst fünf verschiedene Rechtssysteme. Das polnische Schuldrecht der Zwischenkriegszeit ist maßgeblich von ihm erarbeitet worden, so schuf er insbesondere das Gesetzbuch zum Schuldrecht. Er befand sich auf einer Proskriptionsliste der Nationalsozialisten. Nach dem deutschen Überfall auf die Sowjetunion wurde er am 3. Juli 1941 während eines Kaffeetreffs mit Tadeusz Boy-Żeleński verhaftet. Am selben Tag oder am Tag darauf wurden beide Opfer der Lemberger Professorenmorde. Seine drei Söhne wurden zeitgleich ermordet.